# Anka Kocmur
Anka Kocmur, por. Anka Peljhan, slovenska avtorica kuharskih knjig, strokovnjakinja za trženje in nekdanji fotomodel, * 1968
Zmagala je na tekmovanju Miss Slovenije 1989.
Diplomirala je na visoki poslovni šoli Ekonomske fakultete v Ljubljani. Več kot 10 let je delala v marketingu. Bila je vodja marketinga v trgovskem podjetju DM in sodelovala je pri njegovem projektu »Tek za ženske«.
Vodi projekt »Kuhna pa to« (Društvo Vesela kuhinja), ki osnovnošolce uči pripravo zdrave hrane. Za njih organizira ekipna tekmovanja v kuhanju.

## Zasebno
Odraščala je v Mariboru. Ljubezen do potovanj je dobila od očeta, ki je delal v turizmu. Nasprotuje negativnim predsodkom o Iranu. Bila je poročena z Alešem Peljhanom, s katerim ima sina.